# Disketa
|                                                                                   |        |           |
| Povijesni slijed disketnih formata, završno sa široko prihvaćenom (3½-inčnom HD). |        |           |
| Veličina diska                                                                    | Godina | Zapremina |
| 8-inčna                                                                           | 1971.  | 80 kB     |
| 8-inčna                                                                           | 1972.  | 175 kB    |
| 8-inčna                                                                           | 1973.  | 256 kB    |
| 8-inčna                                                                           | 1974.  | 800 kB    |
| 8-inčna dvostrana                                                                 | 1975.  | 1MB       |
| 5¼-inčna                                                                          | 1976.  | 110 kB    |
| 5¼-inčna DD                                                                       | 1977.  | 360 kB    |
| 5¼-inčna QD                                                                       | 1978.  | 1.2 MB    |
| 5¼-inčna ED                                                                       | 1979.  | 90 kB     |
| 3-inčna                                                                           | 1982.  | 320 kB    |
| 3½-inčna                                                                          | 1983.  | 720 kB    |
| 3½-inčna HD                                                                       | 1987.  | 1.44 MB   |

Disketa (kolokvijalno također poznata pod nazivom floppy disk) je plastična okrugla ploča za spremanje podataka prilikom rada s računalom. Sastoji se od savitljive (eng. floppy = savitljiv) tanke okrugle ploče presvučene tankim slojem magnetske tvari koja se nalazi unutar plastičnog kućišta kvadratnog oblika. Za čitanje i pisanje diskete koristi se disketni pogon (eng. floppy disk drive, skraćeno FDD).
Disketa se može izmjenjivati između disketnih pogona. Pogonski mehanizam ugrađen je u računala ili je zaseban uređaj (kod nekadašnjih kućnih računala), a diskete se mogu jednostavno vaditi i umetati i prenositi iz računala u računalo. Ovisno o načinu zapisivanja (jedna ili obje strane) i gustoći zapisa, diskete su slovno označavane kao: SS = Single Sided (jednostrani zapis); DS = Double Sided (obostrani zapis); SD = Single Density (jednostruka gustoća); DD = Double Density (dvostruka gustoća); QD = Quad Density (četverostruka gustoća); HD = High Density (visoka gustoća); ED = Extra-high Density (posebno visoka gustoća).
Sredinom 1990-ih pojavio se Zip drive tvrtke Iomega, a krajem desetljeća i SuperDisk kapaciteta 120 mB. Zbog potreba većega kapaciteta, diskete su zamijenile optičke memorije (CD, DVD) i USB memorije.

## Povijest razvoja
- 8-inčna disketa
- 5¼-inčna minidisketa
- 3½-inčna mikrodisketa
- 3-inčna mikrodisketa

## Način rada
Disketa se kao i ostali magnetni diskovi sastoji od glava (heads), cilindara (cylinders) i sektora (sectors). Glava diskete je zapravo jedna njezina strana, cilindar je jedna kružnica oko središta koja se nalazi na jednoj glavi, a cilindri su podijeljeni na sektore. Na klasičnoj disketi od 1,44MB nalaze se 2 glave, 80 cilindara s po 18 sektora, svaki od po 512 bajta.

## Zanimljivosti
- Kod Atarija ST indikacijsko svjetlo na disketnim jedinicama bilo je moguće kontrolirati s programom, i ovo su koristile računalne igre kao na primjer Lemmings.
- Kod disketnih jedinica Commodore 1541 i 1571 bilo je moguće programski upravljati s pozicijom glave za čitanje/pisanje, te su mnogi demo programi koristili ovu funciju tako što su slali glavu različitim brzinama prema nultoj traci (traka u kojem se zaustavljala glava) i tako su se stvarale vibracije kojima su se proizvodili razni zvučni efekti.